# Campionat d'Europa de natació de 2016
El XXXIII Campionat d'Europa de Natació es va celebrar a Londres (Regne Unit) entre el 9 i el 22 de maig de 2016 sota l'organització de la Lliga Europea de Natació (LEN) i la Federació Britànica de Natació.
Es van realitzar competicions de natació, natació sincronitzada i salts. Els tres esports es van efectuar a les piscines del Centre Aquàtic de Londres, seu principal de les competicions de natació als Jocs Olímpics de Londres 2012. En aquesta edició no es van disputar les proves de aigües obertes.

## Calendari
| ● | Cerimònia d'obertura | 1 | Finals | ● | Cerimònia de clausura |

| Maig de 2015          | 09 dil | 10 dim | 11 dic | 12 dij | 13 div | 14 dis | 15 diu | 16 dil | 17 dim | 18 dic | 19 dij | 20 div | 21 dis | 22 diu | Finals per esport |
| --------------------- | ------ | ------ | ------ | ------ | ------ | ------ | ------ | ------ | ------ | ------ | ------ | ------ | ------ | ------ | ----------------- |
| Cerimònies            | ●      |        |        |        |        |        |        |        |        |        |        |        |        | ●      | –                 |
| Salts                 | 1      | 2      | 2      | 2      | 2      | 2      | 2      |        |        |        |        |        |        |        | 13                |
| Natació               |        |        |        |        |        |        |        | 4      | 6      | 5      | 7      | 5      | 7      | 8      | 42                |
| Natació sincronitzada | 1      | 1      | 2      | 2      | 3      |        |        |        |        |        |        |        |        |        | 9                 |
| Finals per dia        | 2      | 3      | 4      | 4      | 5      | 2      | 2      | 4      | 6      | 5      | 7      | 5      | 7      | 8      | 64                |

## Natació

### Resultats de natació

#### Masculí
| Prova           | Or | Or              | Plata | Plata    | Bronze | Bronze   |
| 50 m lliures    | Florent Manaudou · França | 21.73           | Andriy Hovorov · Ucraïna                                                                                              | 21.79    | Benjamin Proud · Regne Unit                                                                                            | 21.85    |
| 100 m lliures   | Luca Dotto · Itàlia | 48.25           | Sebastiaan Verschuren · Països Baixos                                                                                 | 48.32    | Clément Mignon · França                                                                                                | 48.36    |
| 200 m lliures   | Sebastiaan Verschuren · Països Baixos                                                                                         | 1:46.02         | Velimir Stjepanović · Sèrbia                                                                                          | 1:46.26  | James Guy · Regne Unit                                                                                                 | 1:46.42  |
| 400 m lliures   | Gabriele Detti · Itàlia | 3:44.01 CR      | Henrik Christiansen · Noruega                                                                                         | 3:46.49  | Péter Bernek · Hongria                                                                                                 | 3:46.81  |
| 800 m lliures   | Gregorio Paltrinieri · Itàlia                                                                                                 | 7:42.33 CR      | Gabriele Detti · Itàlia                                                                                               | 7:43.52  | Mykhailo Romanchuk · Ucraïna                                                                                           | 7:47.99  |
| 1.500 m lliures | Gregorio Paltrinieri · Itàlia                                                                                                 | 14:34.04 ER, CR | Gabriele Detti · Itàlia                                                                                               | 14:48.75 | Mykhailo Romanchuk · Ucraïna                                                                                           | 14:50.33 |
|                 | |                 | |          | |          |
| 50 m esquena    | Camille Lacourt · França | 24.77           | Richárd Bohus · Hongria                                                                                               | 24.82    | Grigoriy Tarasevich · Rússia                                                                                           | 24.86    |
| 100 m esquena   | Camille Lacourt · França | 53.79           | Grigoriy Tarasevich · Rússia                                                                                          | 53.89    | Simone Sabbioni · Itàlia · Apostolos Christou · Grècia                                                                 | 54.19    |
| 200 m esquena   | Radosław Kawęcki · Polònia | 1:55.98         | Yakov Toumarkin · Israel                                                                                              | 1:56.97  | Danas Rapšys · Lituània                                                                                                | 1:57.22  |
|                 | |                 | |          | |          |
| 50 m braça      | Adam Peaty · Regne Unit | 26.66           | Peter John Stevens · Eslovènia                                                                                        | 27.09    | Ross Murdoch · Regne Unit                                                                                              | 27.31    |
| 100 m braça     | Adam Peaty · Regne Unit | 58.36 CR        | Ross Murdoch · Regne Unit                                                                                             | 59.73    | Giedrius Titenis · Lituània                                                                                            | 1:00.10  |
| 200 m braça     | Ross Murdoch · Regne Unit | 2:08.33         | Marco Koch · Alemanya                                                                                                 | 2:08.40  | Luca Pizzini · Itàlia                                                                                                  | 2:10.39  |
|                 | |                 | |          | |          |
| 50 m papallona  | Andriy Hovorov · Ucraïna | 22.92           | László Cseh · Hongria                                                                                                 | 23.31    | Ben Proud · Regne Unit                                                                                                 | 23.34    |
| 100 m papallona | László Cseh · Hongria | 50.86 CR        | Konrad Czerniak · Polònia                                                                                             | 51.22    | Mehdy Metella · França                                                                                                 | 51.70    |
| 200 m papallona | László Cseh · Hongria | 1:52.91 CR      | Viktor Bromer · Dinamarca                                                                                             | 1:55.35  | Tamás Kenderesi · Hongria                                                                                              | 1:55.39  |
|                 | |                 | |          | |          |
| 200 m estils    | Andreas Vazaios · Grècia | 1:58.18         | Gal Nevo · Israel | 1:59.69  | Alexis Santos · Portugal                                                                                               | 1:59.76  |
| 400 m estils    | Dávid Verrasztó · Hongria | 4:13.15         | Richárd Nagy · Eslovàquia                                                                                             | 4:14.16  | Federico Turrini · Itàlia                                                                                              | 4:14.74  |
|                 | |                 | |          | |          |
| 4×100 m lliures | FrançaWilliam Meynard (49.57) · Florent Manaudou (47.64) · Fabien Gilot (48.26) · Clément Mignon (48.01)                      | 3:13.48         | ItàliaLuca Dotto (48.03) · Luca Leonardi (48.47) · Jonathan Boffa (49.21) · Filippo Magnini (48.58)                   | 3:14.29  | BèlgicaGlenn Surgeloose (48.75) · Jasper Aerents (49.31) · Dieter Dekoninck (48.87) · Pieter Timmers (47.37)           | 3:14.30  |
| 4×200 m lliures | Països BaixosDion Dreesens (1:47.92) · Maarten Brzoskowski (1:46.55) · Kyle Stolk (1:47.88) · Sebastiaan Verschuren (1:45.47) | 7:07.82         | BèlgicaLouis Croenen (1:48.47) · Glenn Surgeloose (1:46.12) · Dieter Dekoninck (1:47.70) · Pieter Timmers (1:45.99)   | 7:08.28  | ItàliaAndrea Mitchell D'Arrigo (1:47.57) · Filippo Magnini (1:47.82) · Luca Dotto (1:47.52) · Gabriele Detti (1:45.39) | 7:08.30  |
|                 | |                 | |          | |          |
| 4×100 m estils  | Regne UnitChris Walker-Hebborn (54.23) · Adam Peaty (58.08) · James Guy (51.69) · Duncan Scott (48.15)                        | 3:32.15         | FrançaBenjamin Stasiulis (54.73) · Giacomo Perez-Dortona (1:00.23) · Mehdy Metella (51.38) · Florent Manaudou (47.55) | 3:33.89  | HongriaGábor Balog (54.40) · Gábor Financsek (1:01.45) · László Cseh (50.33) · Richárd Bohus (47.94)                   | 3:34.12  |

#### Femení
| Prova           | Or | Or          | Plata | Plata    | Bronze | Bronze   |
| 50 m lliures    | Ranomi Kromowidjojo · Països Baixos                                                                                         | 24.07 CR    | Francesca Halsall · Regne Unit                                                                                    | 24.44    | Jeanette Ottesen · Dinamarca                                                                                             | 24.61    |
| 100 m lliures   | Sarah Sjöström · Suècia | 52.82       | Ranomi Kromowidjojo · Països Baixos                                                                               | 53.24    | Femke Heemskerk · Països Baixos                                                                                          | 53.72    |
| 200 m lliures   | Federica Pellegrini · Itàlia                                                                                                | 1:55.93     | Femke Heemskerk · Països Baixos                                                                                   | 1:55.97  | Charlotte Bonnet · França                                                                                                | 1:56.51  |
| 400 m lliures   | Boglárka Kapás · Hongria | 4:03.47     | Jazmin Carlin · Regne Unit                                                                                        | 4:04.85  | Mireia Belmonte · Espanya                                                                                                | 4:06.89  |
| 800 m lliures   | Boglárka Kapás · Hongria | 8:21.40     | Jazmin Carlin · Regne Unit                                                                                        | 8:23.52  | Tjaša Oder · Eslovènia                                                                                                   | 8:25.68  |
| 1.500 m lliures | Boglárka Kapás · Hongria | 15:50.22 CR | Mireia Belmonte · Espanya                                                                                         | 16:00.20 | María Vilas · Espanya | 16:01.25 |
|                 | |             | |          | |          |
| 50 m esquena    | Francesca Halsall · Regne Unit                                                                                              | 27.57 CR    | Mie Nielsen · Dinamarca                                                                                           | 27.77    | Georgia Davies · Regne Unit                                                                                              | 27.87    |
| 100 m esquena   | Mie Nielsen · Dinamarca | 58.73 CR    | Katinka Hosszú · Hongria                                                                                          | 58.94    | Kathleen Dawson · Regne Unit                                                                                             | 59.68    |
| 200 m esquena   | Katinka Hosszú · Hongria | 2:07.01     | Daryna Zevina · Ucraïna                                                                                           | 2:07.48  | Matea Samardžić · Croàcia                                                                                                | 2:09.24  |
|                 | |             | |          | |          |
| 50 m braça      | Jennie Johansson · Suècia                                                                                                   | 30.81       | Hrafnhildur Lúthersdóttir · Islàndia                                                                              | 30.91    | Jenna Laukkanen · Finlàndia                                                                                              | 30.95    |
| 100 m braça     | Rūta Meilutytė · Lituània                                                                                                   | 1:06.17     | Hrafnhildur Lúthersdóttir · Islàndia                                                                              | 1:06.45  | Chloe Tutton · Regne Unit                                                                                                | 1:07.50  |
| 200 m braça     | Rikke Møller Pedersen · Dinamarca                                                                                           | 2:21.69     | Jessica Vall · Espanya                                                                                            | 2:22.56  | Hrafnhildur Lúthersdóttir · Islàndia                                                                                     | 2:22.96  |
|                 | |             | |          | |          |
| 50 m papallona  | Sarah Sjöström · Suècia | 24.99       | Jeanette Ottesen · Dinamarca                                                                                      | 25.44    | Francesca Halsall · Regne Unit                                                                                           | 25.48    |
| 100 m papallona | Sarah Sjöström · Suècia | 55.89 CR    | Jeanette Ottesen · Dinamarca                                                                                      | 56.83    | Ilaria Bianchi · Itàlia                                                                                                  | 57.52    |
| 200 m papallona | Franziska Hentke · Alemanya                                                                                                 | 2:07.23     | Liliána Szilágyi · Hongria                                                                                        | 2:07.24  | Judit Ignacio · Espanya                                                                                                  | 2:07.52  |
|                 | |             | |          | |          |
| 200 m estils    | Katinka Hosszú · Hongria | 2:07.30 CR  | Siobhan-Marie O'Connor · Regne Unit                                                                               | 2:09.03  | Hannah Miley · Regne Unit                                                                                                | 2:11.84  |
| 400 m estils    | Katinka Hosszú · Hongria | 4:30.90 CR  | Hannah Miley · Regne Unit                                                                                         | 4:35.27  | Zsuzsanna Jakabos · Hongria                                                                                              | 4:38.39  |
|                 | |             | |          | |          |
| 4×100 m lliures | Països BaixosMaud van der Meer (54.68) · Femke Heemskerk (52.80) · Marrit Steenbergen (53.82) · Ranomi Kromowidjojo (52.50) | 3:33.80     | ItàliaSilvia Di Pietro (55.00) · Erika Ferraioli (54.18) · Aglaia Pezzato (55.04) · Federica Pellegrini (53.46)   | 3:37.68  | SuèciaSarah Sjöström (53.48) · Ida Marko-Varga (54.90) · Ida Lindborg (54.45) · Louise Hansson (55.01)                   | 3:37.84  |
| 4×200 m lliures | HongriaZsuzsanna Jakabos (1:58.60) · Evelyn Verrasztó (1:58.16) · Boglárka Kapás (1:58.22) · Katinka Hosszú (1:56.65)       | 7:51.63     | EspanyaMelani Costa (1:58.69) · Patricia Castro (1:58.21) · Fatima Gallardo (1:58.63) · Mireia Belmonte (1:57.85) | 7:53.38  | Països BaixosAndrea Kneppers (2:00.19) · Esmee Vermeulen (1:58.53) · Robin Neumann (1:59.75) · Femke Heemskerk (1:55.16) | 7:53.63  |
|                 | |             | |          | |          |
| 4×100 m estils  | Regne UnitKathleen Dawson (59.82) · Chloe Tutton (1:06.94) · Siobhan-Marie O'Connor (57.69) · Francesca Halsall (54.12)     | 3:58.57     | ItàliaCarlotta Zofkova (1:01.07) · Martina Carraro (1:07.18) · Ilaria Bianchi (58.36) · Erika Ferraioli (54.12)   | 4:00.73  | FinlàndiaMimosa Jallow (1:00.42) · Jenna Laukkanen (1:06.42) · Emilia Pikkarainen (59.56) · Hanna-Maria Seppälä (55.09)  | 4:01.49  |

#### Mixt
| Prova                  | Or | Or         | Plata | Plata   | Bronze | Bronze  |
| 4×100 m lliures mixtos | Països BaixosSebastiaan Verschuren (48.64) · Ben Schwietert (49.03) · Maud van der Meer (53.70) · Ranomi Kromowidjojo (52.27) | 3:23.64 CR | ItàliaFilippo Magnini (49.35) · Luca Dotto (47.94) · Erika Ferraioli (54.35) · Federica Pellegrini (52.91)    | 3:24.55 | FrançaClément Mignon (49.26) · Jérémy Stravius (48.29) · Charlotte Bonnet (53.44) · Anna Santamans (54.50)    | 3:25.49 |
| 4×100 m estils mixtos  | Regne UnitChris Walker-Hebborn (54.36) · Adam Peaty (58.84) · Siobhan-Marie O'Connor (57.69) · Francesca Halsall (53.67)      | 3:44.56    | ItàliaSimone Sabbioni (54.01) · Martina Carraro (1:07.48) · Piero Codia (51.05) · Federica Pellegrini (53.20) | 3:45.74 | HongriaGábor Balog (54.51) · Gábor Financsek (1:01.19) · Evelyn Verrasztó (59.37) · Zsuzsanna Jakabos (54.43) | 3:49.50 |

#### Medaller de natació
| Pos. | País          | Or | Plata | Bronze | Total |
| 1    | Hongria       | 10 | 4     | 5      | 19    |
| 2    | Regne Unit    | 7  | 6     | 9      | 22    |
| 3    | Itàlia        | 5  | 7     | 5      | 17    |
| 4    | Països Baixos | 5  | 3     | 2      | 10    |
| 5    | França        | 4  | 1     | 4      | 9     |
| 6    | Suècia        | 4  | 0     | 1      | 5     |
| 7    | Dinamarca     | 2  | 4     | 1      | 7     |
| 8    | Ucraïna       | 1  | 2     | 2      | 5     |
| 9    | Alemanya      | 1  | 1     | 0      | 2     |
| 9    | Polònia       | 1  | 1     | 0      | 2     |
| 11   | Lituània      | 1  | 0     | 2      | 3     |
| 12   | Grècia        | 1  | 0     | 1      | 2     |
| 13   | Espanya       | 0  | 3     | 3      | 6     |
| 14   | Islàndia      | 0  | 2     | 1      | 3     |
| 15   | Israel        | 0  | 2     | 0      | 2     |
| 16   | Bèlgica       | 0  | 1     | 1      | 2     |
| 16   | Eslovènia     | 0  | 1     | 1      | 2     |
| 16   | Rússia        | 0  | 1     | 1      | 2     |
| 19   | Eslovàquia    | 0  | 1     | 0      | 1     |
| 19   | Noruega       | 0  | 1     | 0      | 1     |
| 19   | Sèrbia        | 0  | 1     | 0      | 1     |
| 22   | Finlàndia     | 0  | 0     | 2      | 2     |
| 23   | Croàcia       | 0  | 0     | 1      | 1     |
| 23   | Portugal      | 0  | 0     | 1      | 1     |
|      | TOTAL         | 42 | 42    | 43     | 127   |

## Salts

### Resultats de salts

#### Masculí
| Prova                              | Or                                      | Or     | Plata                                   | Plata  | Bronze                                        | Bronze |
| Trampolí d'1 metre                 | Illya Kvasha · Ucraïna                  | 439.70 | Giovanni Tocci · Itàlia                 | 414.30 | Constantin Blaha · Àustria                    | 402.55 |
| Trampolí de 3 metres               | Evgeny Kuznetsov · Rússia               | 497.90 | Jack Laugher · Regne Unit               | 473.60 | Illya Kvasha · Ucraïna                        | 463.85 |
| Trampolí de 3 metres sincronitzat  | Regne UnitJack Laugher · Chris Mears    | 456.81 | RússiaIlya Zakharov · Evgeny Kuznetsov  | 445.23 | UcraïnaIllya Kvasha · Oleksandr Horshkovozov  | 439.86 |
| Palanca de 10 metres               | Tom Daley · Regne Unit                  | 570.50 | Viktor Minibaev · Rússia                | 524.60 | Nikita Shleikher · Rússia                     | 480.90 |
| Palanca de 10 metres sincronitzada | AlemanyaSascha Klein · Patrick Hausding | 445.26 | Regne UnitTom Daley · Daniel Goodfellow | 444.30 | UcraïnaOleksandr Horshkovozov · Maksym Dolhov | 429.75 |

#### Femení
| Prova                              | Or                                       | Or     | Plata                                       | Plata  | Bronze                                    | Bronze |
| Trampolí d'1 metre                 | Tania Cagnotto · Itàlia                  | 284.15 | Elena Bertocchi · Itàlia                    | 281.30 | Nadezhda Bazhina · Rússia                 | 280.75 |
| Trampolí de 3 metres               | Tania Cagnotto · Itàlia                  | 360.60 | Uschi Freitag · Països Baixos               | 330.60 | Grace Reid · Regne Unit                   | 328.55 |
| Trampolí de 3 metres sincronitzat  | ItàliaTania Cagnotto · Francesca Dallapé | 327.81 | Regne UnitAlicia Blagg · Rebecca Gallantree | 319.32 | RússiaNadezhda Bazhina · Kristina Ilinykh | 304.20 |
| Palanca de 10 metres               | Yulia Prokopchuk · Ucraïna               | 385.90 | Tonia Couch · Regne Unit                    | 352.70 | Georgia Ward · Regne Unit                 | 325.05 |
| Palanca de 10 metres sincronitzada | AlemanyaMaria Kurjo · My Phan            | 279.75 | UcraïnaHanna Krasnoshlyk · Vlada Tatsenko   | 278.01 | HongriaVillő Kormos · Zsófia Reisinger    | 274.74 |

#### Proves mixtes i per equips
| Prova                                               | Or                                       | Or     | Plata                                            | Plata  | Bronze                                     | Bronze |
| Trampolí de 3 metres per equips mixts sincronitzats | Regne UnitGrace Reid · Tom Daley         | 321.06 | ItàliaTania Cagnotto · Maicol Verzotto           | 308.70 | RússiaNadezhda Bazhina · Nikita Shleikher  | 305.28 |
| Palanca de 10 metres per equips mixts sincronitzats | UcraïnaYulia Prokopchuk · Maksym Dolgov  | 323.70 | Regne UnitGeorgia Ward · Matty Lee               | 318.24 | RússiaYulia Timoshinina · Nikita Shleikher | 307.68 |
| Equips                                              | RússiaNadezhda Bazhina · Viktor Minibaev | 413.30 | UcraïnaYulia Prokopchuk · Oleksandr Horshkovozov | 396.40 | Regne UnitGeorgia Ward · Matty Lee         | 353.85 |

#### Medaller de salts
| Pos. | País          | Or | Plata | Bronze | Total |
| 1    | Regne Unit    | 3  | 5     | 3      | 11    |
| 2    | Itàlia        | 3  | 3     | 0      | 6     |
| 3    | Ucraïna       | 3  | 2     | 3      | 8     |
| 4    | Rússia        | 2  | 2     | 5      | 9     |
| 5    | Alemanya      | 2  | 0     | 0      | 2     |
| 6    | Països Baixos | 0  | 1     | 0      | 1     |
| 7    | Àustria       | 0  | 0     | 1      | 1     |
| 8    | Hongria       | 0  | 0     | 1      | 1     |
|      | TOTAL         | 13 | 13    | 13     | 39    |

## Natació sicronitzada

### Resultats de Natació sicronitzada
| Event                        | Or | Or      | Plata | Plata   | Bronze | Bronze  |
| Solo, rutina lliure          | Natalia Ishchenko · Rússia | 96.4000 | Anna Voloshyna · Ucraïna | 93.4000 | Linda Cerruti · Itàlia | 89.4333 |
| Solo, rutina tècnica         | Svetlana Romàixina · Rússia | 93.8865 | Anna Voloshyna · Ucraïna | 90.7289 | Linda Cerruti · Itàlia | 87.1493 |
| Duet, rutina lliure          | RússiaNatalia Ishchenko · Svetlana Romàixina | 96.9000 | UcraïnaLolita Ananasova · Anna Voloshyna | 93.3333 | ItàliaLinda Cerruti · Costanza Ferro | 91.2667 |
| Duet, rutina tècnica         | RússiaNatalia Ishchenko · Svetlana Romàixina | 95.1900 | UcraïnaLolita Ananasova · Anna Voloshyna | 91.7249 | ItàliaLinda Cerruti · Costanza Ferro | 88.3564 |
| Equips, rutina lliure        | UcraïnaLolita Ananasova · Olena Grechykhina · Daria Iushko · Oleksandra Sabada · Kateryna Sadurska · Anastasiya Savchuk · Kseniya Sydorenko · Anna Voloshyna · Oleksandra Kashuba (reserva) · Olha Kondrashova (reserva) · Kateryna Reznik (reserva) · Olha Zolotarova (reserva) | 94.0000 | ItàliaElisa Bozzo · Beatrice Callegari · Camilla Cattaneo · Linda Cerruti · Francesca Deidda · Costanza Ferro · Manila Flamini · Mariangela Perrupato · Sara Sgarzi · Costanza Di Camillo (reserva) · Gemma Galli (reserva)                                   | 91.2333 | EspanyaAlba María Cabello · Clara Camacho · Helena Jauma · Cecilia Jiménez · Carmen Juárez · Meritxell Mas · Paula Ramírez · Cristina Salvador · Berta Ferreras (reserva)                                         | 88.6667 |
| Equips, rutina tècnica       | RússiaVlada Chigireva · Marina Goliadkina · Svetlana Kolesnichenko · Alexandra Patskevich · Elena Prokofyeva · Alla Shishkina · Maria Shurochkina · Gelena Topilina · Liliia Nizamova (reserva) · Darina Valitova (reserva)                                                      | 94.0994 | UcraïnaLolita Ananasova · Olena Grechykhina · Daria Iushko · Oleksandra Sabada · Kateryna Sadurska · Anastasiya Savchuk · Kseniya Sydorenko · Anna Voloshyna · Olha Kondrashova (reserva) · Olha Zolotarova (reserva)                                         | 92.0844 | ItàliaElisa Bozzo · Beatrice Callegari · Camilla Cattaneo · Francesca Deidda · Costanza Ferro · Manila Flamini · Mariangela Perrupato · Sara Sgarzi · Linda Cerruti (reserva) · Gemma Galli (reserva)             | 88.9053 |
| Rutina combinada             | RússiaVlada Chigireva · Marina Goliadkina · Svetlana Kolesnichenko · Liliia Nizamova · Alexandra Patskevich · Elena Prokofyeva · Alla Shishkina · Maria Shurochkina · Darina Valitova · Gelena Topilina · Mikhaela Kalancha (reserva)                                            | 96.5000 | UcraïnaLolita Ananasova · Olena Grechykhina · Daria Iushko · Ekaterina Reznik · Oleksandra Sabada · Kateryna Sadurska · Anastasiya Savchuk · Kseniya Sydorenko · Anna Voloshyna · Olha Zolotarova · Oleksandra Kashuba (reserva) · Olha Kondrashova (reserva) | 93.4333 | ItàliaElisa Bozzo · Beatrice Callegari · Camilla Cattaneo · Linda Cerruti · Francesca Deidda · Costanza Ferro · Manila Flamini · Gemma Galli · Mariangela Perrupato · Sara Sgarzi · Costanza Di Camillo (reserva) | 90.9333 |
| Equips mixts, rutina lliure  | RússiaAleksandr Maltsev · Mikhaela Kalancha | 90.4667 | ItàliaGiorgio Minisini · Mariangela Perrupato | 87.4667 | EspanyaPau Ribes · Berta Ferreras | 86.5667 |
| Equips mixts, rutina tècnica | RússiaAleksandr Maltsev · Mikhaela Kalancha | 89.0902 | ItàliaGiorgio Minisini · Manila Flamini | 86.1772 | EspanyaPau Ribes · Berta Ferreras | 82.0645 |

### Medaller de Natació sicronitzada
| Pos. | País    | Or | Plata | Bronze | Total |
| 1    | Rússia  | 8  | 0     | 0      | 8     |
| 2    | Ucraïna | 1  | 6     | 0      | 7     |
| 3    | Itàlia  | 0  | 3     | 6      | 9     |
| 4    | Espanya | 0  | 0     | 3      | 3     |
|      | TOTAL   | 9  | 9     | 9      | 9     |